# Olympische Sommerspiele 1988/Teilnehmer (Philippinen)
| Gelbes Symbol für Goldmedaillen mit stilisierten Olympischen Ringen | Graues Symbol für Silbermedaillen mit stilisierten Olympischen Ringen | Braundes Symbol für Bronzemedaillen mit stilisierten Olympischen Ringen |
| ------------------------------------------------------------------- | --------------------------------------------------------------------- | ----------------------------------------------------------------------- |
| —                                                                   | —                                                                     | 1                                                                       |

Die Philippinen nahmen an den Olympischen Sommerspielen 1988 in Seoul, Südkorea, mit einer Delegation von 31 Sportlern (26 Männer und fünf Frauen) teil.

## Medaillengewinner

### Bronze
| Name              | Sportart | Wettkampf          |
| ----------------- | -------- | ------------------ |
| Leopoldo Serantes | Boxen    | Halbfliegengewicht |

## Teilnehmer nach Sportarten

### Bogenschießen
- Rowel Merto
Einzel: 68. Platz

- Basilisa Ygnalaga
Frauen, Einzel: 49. Platz

### Boxen
- Leopoldo Serantes
Halbfliegengewicht: Bronze

- Roberto Jalnaiz
Fliegengewicht: 17. Platz

- Michael Hormillosa
Bantamgewicht: 33. Platz

- Orlando Dollente
Federgewicht: 33. Platz

- Leopoldo Cantancio
Leichtgewicht: 33. Platz

- Emmanuel Legaspi
Mittelgewicht: 17. Platz

### Fechten
- Percival Alger
Säbel, Einzel: 37. Platz

### Gewichtheben
- Gregorio Colonia
Fliegengewicht: 20. Platz

- Samuel Alegada
Bantamgewicht: 13. Platz

- Ramón Solis
Mittelschwergewicht: 17. Platz

### Judo
- Jerry Dino
Superleichtgewicht: 35. Platz

- John Baylon
Halbmittelgewicht: 20. Platz

- Benjamin McMurray
Schwergewicht: 9. Platz

### Leichtathletik
- Héctor Begeo
3000 Meter Hindernis: Halbfinale

- Lydia de Vega
Frauen, 100 Meter: Vorläufe

- Agrippina de la Cruz
Frauen, 100 Meter Hürden: Vorläufe

- Nenita Adan
Frauen, 400 Meter Hürden: Vorläufe

### Radsport
- Domingo Villanueva
Straßenrennen, Einzel: 103. Platz

- Norberto Oconer
Straßenrennen, Einzel: DNF

- Bernardo Rimarim
1000 Meter Einzelzeitfahren: 26. Platz
Punktefahren: Vorläufe

### Ringen
- Florentino Tirante
Fliegengewicht, griechisch-römisch: Gruppenphase
Fliegengewicht, Freistil: Gruppenphase

- Dean-Carlos Manibog
Leichtgewicht, Freistil: Gruppenphase

### Rudern
- Edgardo Maerina
Einer: Viertelfinale

### Schwimmen
- Joseph Buhain
50 Meter Freistil: 33. Platz
200 Meter Freistil: 44. Platz
100 Meter Schmetterling: 31. Platz
200 Meter Schmetterling: 32. Platz

- René Concepcion
100 Meter Freistil: 51. Platz
200 Meter Freistil: 40. Platz
200 Meter Lagen: 30. Platz
400 Meter Lagen: 30. Platz

- Patrick Concepcion
100 Meter Brust: 50. Platz
200 Meter Brust: 46. Platz

- Gillian Thomson
Frauen, 50 Meter Freistil: 30. Platz
Frauen, 100 Meter Freistil: 39. Platz
Frauen, 100 Meter Rücken: 28. Platz

### Segeln
- Richard Paz
Windsurfen: 26. Platz

- Nestor Soriano
Finn-Dinghy: 33. Platz